# 莱丹卡
莱丹卡，是西班牙卡斯蒂利亚-拉曼恰瓜达拉哈拉省的一个市镇。总面积47平方公里，总人口111人（2001年），人口密度2人/平方公里。